# 冯若芳
冯若芳（?—?），唐朝万安州首领、海盜。

## 生平
冯若芳有不少家产和奴婢。冯若芳会客时，用當時极为昂贵的乳头香为灯烛，而且一烧一百余斤。他還把沉香木堆在院里当柴烧。不過他的这些财货人口很大一部分是海上劫掠的。冯若芳每年搶劫波斯商船二、三艘。唐朝天宝年间，鉴真第六次东渡日本之际，曾得到冯若芳等人相助。鉴真从振州返回经过万安州時，冯若芳请他们一行到家供养了三天。